# Collinsville (Misisipi)
Collinsville es un lugar designado por el censo del Condado de Lauderdale, Misisipi, Estados Unidos. Según el censo de 2000 tenía una población de 1.823 habitantes y una densidad de población de 44.7 hab/km².

## Demografía
Según el censo de 2000, había 1.823 personas, 701 hogares y 541 familias residiendo en la localidad. La densidad de población era de 44,7 hab./km². Había 739 viviendas con una densidad media de 18,1 viviendas/km². El 86,56% de los habitantes eran blancos, el 12,51% afroamericanos, el 0,38% asiáticos y el 0,55% pertenecía a dos o más razas. El 1,32% de la población eran hispanos o latinos de cualquier raza.
Según el censo, de los 701 hogares en el 39,2% había menores de 18 años, el 63,9% pertenecía a parejas casadas, el 10,3% tenía a una mujer como cabeza de familia, y el 22,8% no eran familias. El 21,4% de los hogares estaba compuesto por un único individuo, y el 9,7% pertenecía a alguien mayor de 65 años viviendo solo. El tamaño promedio de los hogares era de 2,60 personas y el de las familias de 3,03.
La población estaba distribuida en un 26,8% de habitantes menores de 18 años, un 6,4% entre 18 y 24 años, un 31,2% de 25 a 44, un 23,3% de 45 a 64, y un 12,4% de 65 años o mayores. La media de edad era 36 años. Por cada 100 mujeres había 100,1 hombres. Por cada 100 mujeres de 18 años o más, había 91,9 hombres.
Los ingresos medios por hogar en la localidad eran de 33.476 dólares ($), y los ingresos medios por familia eran 41.714 $. Los hombres tenían unos ingresos medios de 31.779 $ frente a los 21.957 $ para las mujeres. La renta per cápita para la ciudad era de 17.184 $. El 8,9% de la población y el 5,4% de las familias estaban por debajo del umbral de pobreza. El 7,2% de los menores de 18 años y el 20,5% de los habitantes de 65 años o más vivían por debajo del umbral de pobreza.

## Geografía
Según la Oficina del Censo de los Estados Unidos, Collinsville tiene un área total de 40,9 km² de los cuales 40,8 km² corresponden a tierra firme y 0,1 km² a agua. El porcentaje total de superficie con agua es 0,19%.